# Пи¹ Голубя
Пи¹ Голубя (лат. π¹ Columbae), HD 42078 — двойная звезда в созвездии Голубя на расстоянии приблизительно 265 световых лет (около 81,4 парсек) от Солнца. Видимая звёздная величина звезды — +6,156m.

## Характеристики
Первый компонент — белая Am-звезда спектрального класса A2m, или A2, или A2mA5-A9, или A2-A9. Масса — около 2,029 солнечной, радиус — около 2,576 солнечного, светимость — около 20,237 солнечной. Эффективная температура — около 7535 K.
Второй компонент — красный карлик спектрального класса M. Масса — около 196,64 юпитерианской (0,1877 солнечной). Удалён в среднем на 1,893 а.е..